# Dalnje Njive
Dalnje Njive – wieś w Słowenii, w gminie Črnomelj. W 2018 roku liczyła 21 mieszkańców.